# Список полных кавалеров ордена Трудовой Славы/Е
В настоящем списке представлены в алфавитном порядке полные кавалеры ордена Трудовой Славы, чьи фамилии начинаются с буквы «Е». Список содержит информацию о датах Указов о присвоении звания, профессии награждённых, дате рождения и дате смерти. В настоящее время список не является завершённым и нуждается в дополнениях и уточнениях.
| №  | Фамилия, имя, отчество           | Даты жизни              | Профессия | Дата Указа и номер ордена                                                 | ГС        |
| -- | -------------------------------- | ----------------------- | --- | ------------------------------------------------------------------------- | --------- |
| 1  | Евгешенков Александр Прокопьевич | 26.05.1933 — 04.05.2025 | Гранитчик Главного военно-строительного управления Министерства обороны СССР, гор. Москва                                                                        | 3 ст. 22.04.1975 № 148005 2 ст. 16.07.1980 № 4874 1 ст. 16.07.1986 № 476  | [ ГС 1 ]  |
| 2  | Евдокимов Владимир Васильевич    | 24.06.1928 — 20.03.2016 | Рабочий станции Муром Горьковской железной дороги, Муромский район Владимирской области                                                                          | 3 ст. 04.03.1976 № 327488 2 ст. 02.04.1981 № 7293 1 ст. 03.07.1986 № 399  | [ ГС 2 ]  |
| 3  | Евдокимов Николай Степанович     | 10.02.1937 — 26.05.2015 | Составитель поездов станции Новокуйбышевск Куйбышевской железной дороги, Куйбышевская область                                                                    | 3 ст. 21.04.1975 № 96120 2 ст. 02.04.1981 № 7847 1 ст. 17.10.1985 № 167   | [ ГС 3 ]  |
| 4  | Евсякова Таисия Михайловна       | 24.01.1933 — 13.12.2018 | Вязальщица Ленинградского производственного трикотажного объединения «Красное Знамя» Министерства текстильной промышленности РСФСР                               | 3 ст. 21.04.1975 № 78264 2 ст. 30.04.1980 № 3888 1 ст. 02.07.1984 № 89    | [ ГС 4 ]  |
| 5  | Егорова Евдокия Ильинична        | род. 25.02.1947         | Доярка колхоза «Знамя труда» Обливского района Ростовской области                                                                                                | 3 ст. 10.03.1976 № 291711 2 ст. 13.03.1981 № 9225 1 ст. 27.08.1990 № 788  | [ ГС 5 ]  |
| 6  | Ельчанинов Василий Михайлович    | 1945—2008               | Бригадир комплексной бригады строительного управления № 10 треста «Липецкстрой» Министерства строительства предприятий тяжёлой индустрии СССР, Липецкая область  | 3 ст. 18.02.1976 № 295215 2 ст. 08.12.1982 № 12191 1 ст. 20.03.1987 № 592 |           |
| 7  | Еремеев Геннадий Петрович        | род. 1939               | Бригадир каменщиков строительно-монтажного поезда № 586 управления строительства «Ангарскстрой» Министерства транспортного строительства СССР, Иркутская область | 3 ст. 21.04.1975 № 86157 2 ст. 29.04.1985 № 10300 1 ст. 10.08.1990 № 751  | [ ГС 6 ]  |
| 8  | Ерёменко Иван Петрович           | 21.01.1932 — 23.04.2000 | Старший чабан совхоза «Верхне-Серебряковский» Зимовниковского района Ростовской области                                                                          | 3 ст. 14.02.1975 № 21004 2 ст. 23.12.1976 № 1296 1 ст. 21.12.1983 № 62    | [ ГС 7 ]  |
| 9  | Ермакова Мария Владимировна      | 25.05.1954 — 24.02.2020 | Выдувальщица Дятьковского хрустального завода Министерства промышленности строительных материалов РСФСР, Брянская область                                        | 3 ст. 19.03.1981 № 548976 2 ст. 22.01.1986 № 35187 1 ст. 01.08.1990 № 725 | [ ГС 8 ]  |
| 10 | Ершова Мария Ивановна            | 1937 — 22.11.1992       | Оператор машинного доения колхоза «Заря коммунизма» Каменского района Ростовской области                                                                         | 3 ст. 14.02.1975 № 21253 2 ст. 23.12.1976 № 1213 1 ст. 27.08.1990 № 789   | [ ГС 9 ]  |
| 11 | Ефименко Николай Фёдорович       | род. 27.08.1934         | Бригадир сборщиков Керченского судостроительного завода «Залив» имени Б. Е. Бутомы Министерства судостроительной промышленности СССР, Крымская область           | 3 ст. 29.03.1976 № 154879 2 ст. 10.03.1981 № 15859 1 ст. 22.12.1988 № 656 |           |
| 12 | Ефременко Борис Иванович         | 24.05.1936 — 16.11.2014 | Сварщик завода «Победит» имени 50-летия СССР Министерства цветной металлургии СССР, гор. Орджоникидзе Северо-Осетинской АССР                                     | 3 ст. 10.03.1976 № 233211 2 ст. 02.03.1981 № 9983 1 ст. 29.04.1986 № 240  | [ ГС 10 ] |
| 13 | Ефремов Евгений Георгиевич       | род. 1936               | Бригадир монтажников строительного управления № 23 треста «Уралмашстрой» Министерства строительства предприятий тяжёлой индустрии СССР, гор. Свердловск          | 3 ст. 21.04.1975 № 63229 2 ст. 19.03.1981 № 12761 1 ст. 09.07.1986 № 388  |           |